# Eduard al III-lea al Angliei
Eduard al III-lea (n. 13 noiembrie 1312, Windsor and Maidenhead, Berkshire, Regatul Angliei – d. 21 iunie 1377, Greater London, Anglia, Regatul Unit), a fost unul dintre cei mai de succes monarhi ai Angliei din Evul Mediu. El a transformat Regatul Angliei într-o putere militară a Europei. A domnit pe tronul Angliei timp de 50 de ani; de la Henric al III-lea până la George al III-lea nici un alt monarh englez n-a avut o domnie atât de lungă.
Eduard a fost încoronat la vârsta de paisprezece ani. La vârsta de șaptesprezece ani, a condus o lovitură împotriva regentului Roger Mortimer, lucru care a marcat începutul domniei sale personale. După ce a înfrânt, fără să subjuge, Regatul Scoției, în 1340 s-a autodeclarat moștenitor al tronului francez începând ceea ce va fi cunoscut în istorie sub numele de Războiul de o sută de ani.

## Domnia

Pentru a marca pretenția sa la coroana Franței, Eduard al III-lea a adăugat pe stema sa trei lei ai Angliei pe florile de crin ale Franței.

Eduard a repudiat Tratatul de la Northampton care a fost semnat în timpul regenței, reînnoind astfel cererile suveranității engleze asupra Scoției rezultând cel de-Al Doilea Război Scoțian de Independență.
Intenționând să recâștige ceea ce englezii au deținut, el a câștigat din nou controlul asupra Berwick în 1333 prin victoria decisivă în Bătălia de la Halidon Hill în fața forțelor conduse de David al II-lea al Scoției. Deși Eduard al III-lea a desfășurat largi operațiuni militare, în 1337, David al II-lea a recuperat marea majoritate a Scoției, lăsând doar câteva castele, cum ar fi Edinburgh, Stirling Roxburgh în posesia Plantagenet. În perioada 1338-1339, Eduard a trecut de la o politică de cucerire la una de control.
Franța a reprezentat o problemă pentru Eduard al III-lea din mai multe motive: în primul rând, regele Franței, Filip al VI-lea l-a protejat pe David al II-lea al Scoției în exil și a sprijinit raiduri scoțiene în nordul Angliei. În al doilea rând francezii au atacat mai multe orașe de coastă ale englezilor, lucru ce a condus la constituirea zvonurilor legate de o invazie la scară largă. În al treilea rând, posesiunile lui Eduard al III-lea din Franța au fost puse sub amenințare în 1337; Filip al IV-lea a confiscat ducatul de Aquitaine și regiunea Ponthieu.
Eduard emite pretenții la tronul Franței susținând că este singurul descendent masculin al regelui Filip al IV-lea, care era bunicul său pe linie maternă. Francezii au invocat Legea Salică de succesiune și au respins revendicarea regelui Angliei numindu-l moștenitor pe nepotul regelui Franței, Filip al VI-lea, care a domnit între anii 1328-1350. Eduard începe războiul împotriva Franței și își construiește alianțe. În 1338, Ludovic al IV-lea, împărat al Sfântului Imperiu Roman îi promite sprijinul său. Singurul rezultat militar important în urma acestor alianțe a constituit-o victoria navală de la Sluys, din 24 iunie 1340, când 16.000 de soldați și marinari francezi au murit.

În 1356, în timp ce Eduard lupta în partea de nord a Franței, fiul său cel mare, Prințul Negru, a câștigat o mare victorie în bătălia de la Poitiers, unde este capturat regele Franței Ioan al II-lea. 

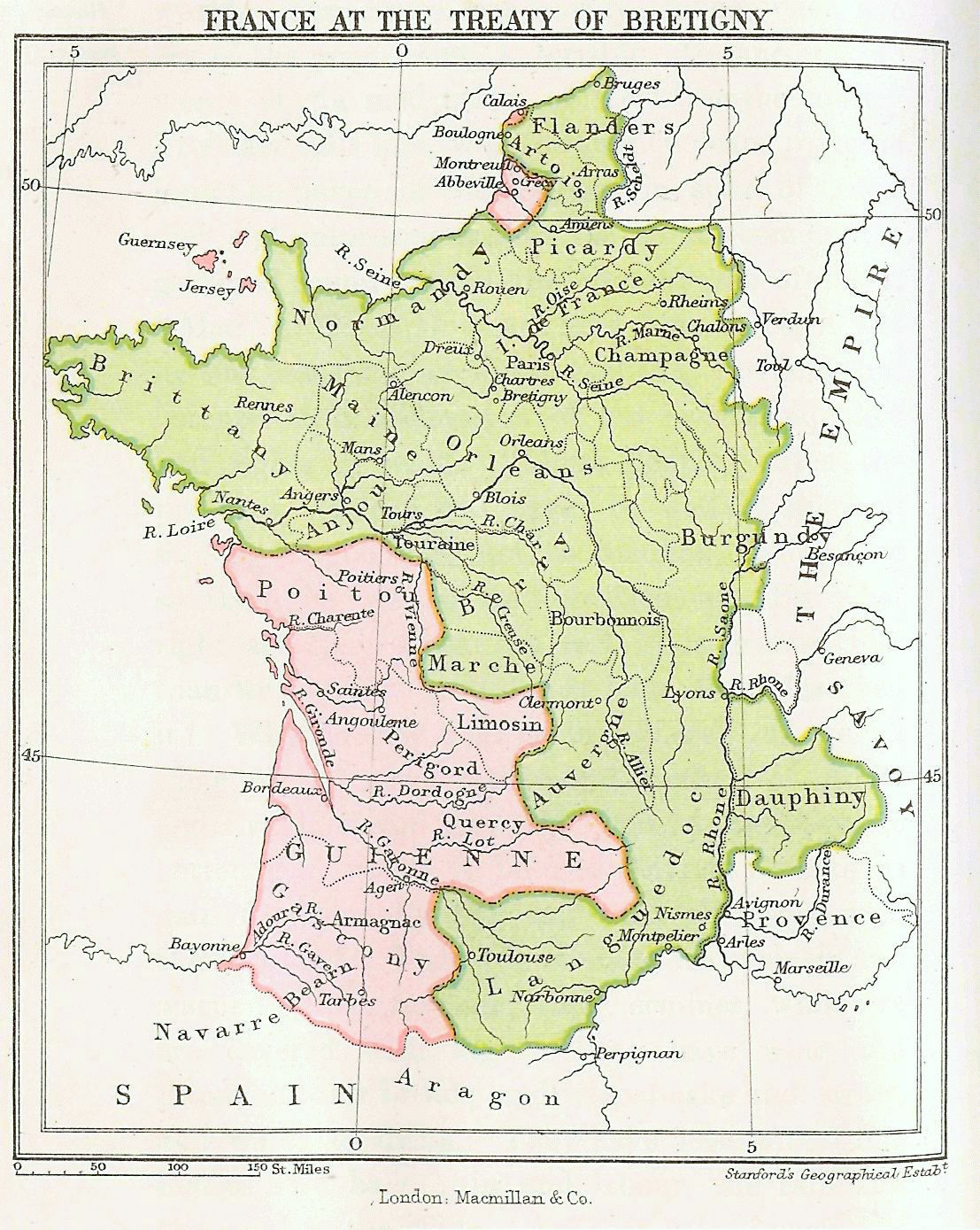
Zona câștigată de Anglia (roz) prin Tratatul de la Bretania

După o succesiune de victorii, englezii aveau posesiuni importante în Franța, regele francez era prizonier în Anglia și administrația franceză era aproape în totalitate în colaps. Pretenția lui Eduard la coroana franceză părea accesibilă. Totuși, campania din 1359 nu a fost concludentă. În 1360, Eduard acceptă Tratatul de la Brétigny prin care el pretinde că a renunțat la tronul francez dar dorește garantarea posesiunilor sale din Franța.
În Franța, timp de un deceniu, ca urmare a Tratatului de la Bretania a fost o perioadă relativ liniștită, dar la 8 aprilie 1364 Ioan al II-lea moare în captivitate în Anglia. Tronul Franței este ocupat de energicul Carol al V-lea, care a apelat la ajutorul lui Bertrand du Guesclin. În 1369, războiul cu Franța a reînceput și, responsabilitatea campaniei militare este dată celui de-al treilea fiu al lui Eduard, Ioan de Gaunt. Campania eșuează și cu Tratatul de la Bruges din 1375, marile posesiuni engleze din Franța au fost reduse doar la cele din orașele de coastă Calais, Bordeaux și Bayonne.
Eșecul militar și presiunea fiscală asociată campaniei a condus la nemulțumiri în Anglia. În special criticile au fost îndreptate către câțiva dintre cei mai apropiați consilieri ai regelui. Lordul Chamberlain William Latimer și lordul John Neville au fost înlăturați de pe funcțiile lor. Amanta regelui, Alice Perrers, care era privită ca deținând putere prea mare, a fost îndepărtată de la curte.
În jurul anului 1375, Eduard juca un rol limitat la guvernare. În septembrie 1376 el cade bolnav la pat. După  o scurtă perioadă de revenire începând cu luna februarie, regele moare de un accident vascular cerebral (unele surse spun gonoree ) la 21 iunie. A fost urmat la tronul Angliei de nepotul său, Richard al II-lea, deoarece fiul său, Prințul Negru, murise la 8 iunie 1376.

## Realizări ale domniei

### Legislație
- Mijlocul domniei lui Eduard al III-lea a fost o perioadă semnificativă de activitate. Poate cea mai cunoscută inițiativă legislativă a fost statutul Muncitorilor din 1351 care a abordat problema lipsei forței de muncă cauzată de Ciuma Neagră și prin care s-a încercat stabilizarea salariilor și a prețurilor. Legea a fost descrisă ca fiind o încercare de "a legifera împotriva legii de cerere și ofertă", ducând la eșecul ei.[6] Cu toate acestea, lipsa forței de muncă a creat o comunitate de interese în Camera Comunelor și în Camera Lorzilor.

- Altă legislație importantă include Actul de Trădare din 1351 prin care s-a ajuns la un consens cu privire la definirea acestei controversate infracțiuni.[7] Totuși, cea mai semnificativă reformă juridică a fost, probabil, cea legată de Justiția de Pace.

- Eduard al III-lea a instituit Ordinul Jartierei pe la anul 1340.[8]După alte surse, Ordinul Jartierei ar fi fost instituit patru ani mai târziu, în 1344.[9][10]

## Familie
Mama sa, Prințesa Isabela a Franței, voia să-și detroneze soțul, Eduard al II-lea al Angliei. Prințul Eduard și-a acompaniat mama in Hainaut, unde Prințesa Isabela a aranjat o căsătorie intre fiul ei și fiica Contelui William I de Hainaut, Filipa, pentru a primi sprijinul acestuia. Cuplul s-a căsătorit oficial pe data de 24 Ianuarie 1328, iar 11 luni mai târziu Eduard a devenit rege. Filipa a fost o regină devotată, care muncea mereu și care avea grijă de familia ei, fiind admirată de întreaga populație. Eduard și Filipa au avut un mariaj fericit, fapt indicat de decizia lu Eduard de a fi îngropat cu soția după moarte.
- Eduard de Woodstock, Prințul de Wales și de Aquitania  (15 iunie 1330 – 8 iunie 1376). A murit înaintea tatălui său, iar titlul de Wales în loc să-i fie dăruit următorului fiu, Regele Eduard a decis să-l numească pe nepotul său moștenitor,  Richard al II-lea de England
- Isabella a Angliei, Contesă de Bedford  (16 Iunie 1332 – 5 Octombrie 1382).S-a căsătorit cu Enguerrand VII, Lordul de Coucy și a avut copii.
- Joan a Angliei (19 Decembrie 1333/28 Ianuarie 1334 – 1 Iulie 1348). A murit la 14 ani.
- William de Hatfield (1337–1337). A murit prematur.
- Lionel de Antwerp, Duce de Carence (29 Noviembrie 1338 – 17 Octombrie 1368). Jane Seymour este o descendentă al acestuia.
- Ioan de Gaunt, Duce de Lancaster (6 martie 1340 –  3 februarie 1399). Fiul său Henric va deveni Regele Angliei.
- Edmund de Langley, primul Duce de York ( 5 iunie 1341 – 1 august 1402). Strănepotul său este Eduard al IV-lea al Angliei.
- Prințesa Blanche (1342–1342). A murit câteva ore după naștere.
- Mary de Waltham, Ducesă de Brittania (10 Octombrie 1344 – Septembrie 1361).S-a căsătorit cu John IV, Duce de Brittania, și nu a a avut copii.
- Margareta a Angliei, Contesă de Pembroke (20 Iulie 1346 – Octombrie/Decembrie 1361). S-a căsătorit cu John Hastings, Conte de Pembroke.
- Thomas de Windsor (1347–1348). A murit tânăr din cauza ciumei.
- William de Windsor (1348–1348). A murit prematur.
- Thomas de Woodstock, Duce de Gloucester (7 Ianuarie 1355 – 8/9 Septembrie 1397). Nepotul său Thomas Bourchier va deveni Cardinal.

## Arborele familiei
Pretenția lui Eduard asupra tronului Franței s-a bazat pe descendența sa de la regele Filip al IV-lea al Franței, prin intermediul mamei sale, Isabella. Arborele următor reprezintă familia simplificată și arată fundalul dinastic pentru Războiul de 100 de Ani:
|                       |                       |                       |                       |                       |                       |  |  |                      |                      |                      |                      |                      |                      |  |  |                      |                      |                      |                      | Filip III (1270–1285) |                      |  |  |          |          |          |          |            |          |  |  |           |           |           |           |           |           |  |  |  |  |                           |                           |                           |                           |                           |                           |                      |                      |
|                       |                       |                       |                       |                       |                       |  |  |                      |                      |                      |                      |                      |                      |  |  |                      |                      |                      |                      |                       |                      |  |  |          |          |          |          |            |          |  |  |           |           |           |           |           |           |  |  |  |  |                           |                           |                           |                           |                           |                           |                      |                      |
|                       |                       |                       |                       |                       |                       |  |  | Filip IV (1285–1314) | Filip IV (1285–1314) | Filip IV (1285–1314) | Filip IV (1285–1314) | Filip IV (1285–1314) | Filip IV (1285–1314) |  |  |                      |                      |                      |                      |                       |                      |  |  |          |          |          |          |            |          |  |  |           |           |           |           |           |           |  |  |  |  | Carol de Valois (d. 1325) | Carol de Valois (d. 1325) | Carol de Valois (d. 1325) | Carol de Valois (d. 1325) | Carol de Valois (d. 1325) | Carol de Valois (d. 1325) |                      |                      |
|                       |                       |                       |                       |                       |                       |  |  | Filip IV (1285–1314) | Filip IV (1285–1314) | Filip IV (1285–1314) | Filip IV (1285–1314) | Filip IV (1285–1314) | Filip IV (1285–1314) |  |  |                      |                      |                      |                      |                       |                      |  |  |          |          |          |          |            |          |  |  |           |           |           |           |           |           |  |  |  |  | Carol de Valois (d. 1325) | Carol de Valois (d. 1325) | Carol de Valois (d. 1325) | Carol de Valois (d. 1325) | Carol de Valois (d. 1325) | Carol de Valois (d. 1325) |                      |                      |
|                       |                       |                       |                       |                       |                       |  |  |                      |                      |                      |                      |                      |                      |  |  |                      |                      |                      |                      |                       |                      |  |  |          |          |          |          |            |          |  |  |           |           |           |           |           |           |  |  |  |  |                           |                           |                           |                           |                           |                           |                      |                      |
|                       |                       |                       |                       |                       |                       |  |  |                      |                      |                      |                      |                      |                      |  |  |                      |                      |                      |                      |                       |                      |  |  |          |          |          |          |            |          |  |  |           |           |           |           |           |           |  |  |  |  |                           |                           |                           |                           |                           |                           |                      |                      |
|                       |                       |                       |                       |                       |                       |  |  |                      |                      |                      |                      |                      |                      |  |  |                      |                      |                      |                      |                       |                      |  |  |          |          |          |          |            |          |  |  |           |           |           |           |           |           |  |  |  |  |                           |                           |                           |                           |                           |                           |                      |                      |
| Ludovic X (1314–1316) | Ludovic X (1314–1316) | Ludovic X (1314–1316) | Ludovic X (1314–1316) | Ludovic X (1314–1316) | Ludovic X (1314–1316) |  |  | Filip V (1316–1322)  | Filip V (1316–1322)  | Filip V (1316–1322)  | Filip V (1316–1322)  | Filip V (1316–1322)  | Filip V (1316–1322)  |  |  | Carol IV (1322–1328) | Carol IV (1322–1328) | Carol IV (1322–1328) | Carol IV (1322–1328) | Carol IV (1322–1328)  | Carol IV (1322–1328) |  |  | Isabella | Isabella | Isabella | Isabella | Isabella   | Isabella |  |  | Eduard II | Eduard II | Eduard II | Eduard II | Eduard II | Eduard II |  |  |  |  |                           |                           | Filip VI (1328–1350)      | Filip VI (1328–1350)      | Filip VI (1328–1350)      | Filip VI (1328–1350)      | Filip VI (1328–1350) | Filip VI (1328–1350) |
| Ludovic X (1314–1316) | Ludovic X (1314–1316) | Ludovic X (1314–1316) | Ludovic X (1314–1316) | Ludovic X (1314–1316) | Ludovic X (1314–1316) |  |  | Filip V (1316–1322)  | Filip V (1316–1322)  | Filip V (1316–1322)  | Filip V (1316–1322)  | Filip V (1316–1322)  | Filip V (1316–1322)  |  |  | Carol IV (1322–1328) | Carol IV (1322–1328) | Carol IV (1322–1328) | Carol IV (1322–1328) | Carol IV (1322–1328)  | Carol IV (1322–1328) |  |  | Isabella | Isabella | Isabella | Isabella | Isabella   | Isabella |  |  | Eduard II | Eduard II | Eduard II | Eduard II | Eduard II | Eduard II |  |  |  |  |                           |                           | Filip VI (1328–1350)      | Filip VI (1328–1350)      | Filip VI (1328–1350)      | Filip VI (1328–1350)      | Filip VI (1328–1350) | Filip VI (1328–1350) |
|                       |                       |                       |                       |                       |                       |  |  |                      |                      |                      |                      |                      |                      |  |  |                      |                      |                      |                      |                       |                      |  |  |          |          |          |          |            |          |  |  |           |           |           |           |           |           |  |  |  |  |                           |                           |                           |                           |                           |                           |                      |                      |
|                       |                       |                       |                       |                       |                       |  |  |                      |                      |                      |                      |                      |                      |  |  |                      |                      |                      |                      |                       |                      |  |  |          |          |          |          | Eduard III |          |  |  |           |           |           |           |           |           |  |  |  |  |                           |                           |                           |                           |                           |                           |                      |                      |